# Tom Dumoulin
Tom Dumoulin (* 11. listopadu 1990) je nizozemský profesionální silniční cyklista jezdící za UCI WorldTeam Team Jumbo–Visma.

## Tour de France
První start na Tour de France si odbyl v roce 2013. Tehdy skončil na 41. místě. O rok později (Tour de France 2014) si o několik příček polepšil. Celkově se umístil na 33. místě. V roce 2015 držel po druhé etapě bílý trikot. Nakonec ale závod nedokončil. Na Tour de France 2016 vyhrál dvě etapy (9. horskou etapu a 13. individuální časovku). Po zranění zápěstí v 19. etapě však ze závodu nakonec odstoupil.

## Vuelta
V roce 2012 se poprvé zúčastnil závodu Vuelta a España 2012. Závod však nedokončil. Znovu se na Vueltu podíval až v roce 2015. Vyhrál dvě etapy (10. rovinatou etapu a 17. individuální časovku) a stal se nejaktivnějším jezdcem závodu. Skončil celkově na šestém místě.
Obecně lze říci, a i sám Dumoulin toto uznává, že Vuelta je pro něj především kvůli pozdnímu termínu velmi obtížný závod.

## Giro d'Italia
Na Giro d'Italia 2016 vyhrál první etapu v individuální časovce. Závod nakonec nedokončil.
Na Giro d'Italia 2017 se dostal po vítězné časovce do růžového trikotu pro lídra závodu. Čtyři dny před koncem si ale o několik míst pohoršil a na 1. místo se s náskokem 53 sekund posunul Kolumbijec Nairo Quintana. V závěrečné časovce se ale Dumoulinovi podařilo Quintanův náskok dotáhnout a celkově zvítězit.